# Гренадский голубь
Гренадский голубь, или гренадская лептотила (лат. Leptotila wellsi) — вид птиц из рода голубей-лептотил семейства голубиные. Также из-за своей редкости гренадский голубь известен под названием «невидимая птица».
Гренадский голубь является эндемиком Гренады и находится на грани полного исчезновения. Численность популяции составляет около 110 особей. Обитает на юго-западе и на западном побережье острова Гренада. Популяция гренадских голубей существенно сократилась в 2004 году из-за последствий урагана Иван. В 2006 году гренадского голубя внесли в Красный список МСОП. Находится под охраной в заповеднике Гренада-Доув в котором занимаются популяцией и разведением данного вида.

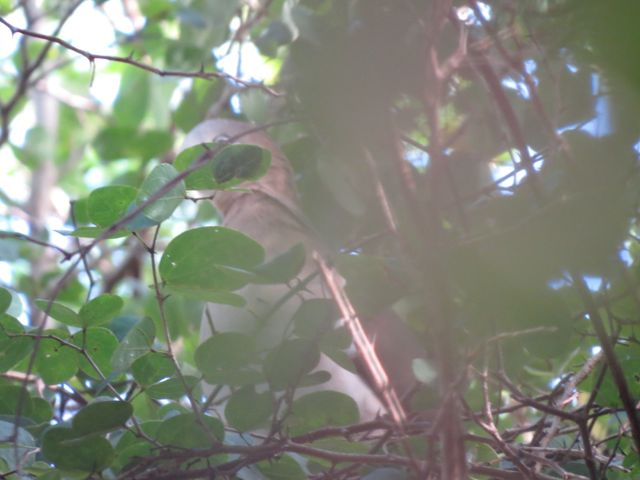

Пение гренадского голубя слышно на расстоянии до ста метров. Передвигаются по земле в поисках пищи. Гнёзда вьют на деревьях.
Вид изначально был описан в 1884 году Лоуренсом как представитель рода Engyptila, но впоследствии с помощью сонографического анализа Блокштейном и Харди в 1988 году был выделен как отдельный вид.
Гренадский голубь является национальной птицей Гренады, которой был признан в 1991 году. Птица изображена на государственном гербе Гренады в качестве щитодержателя. Также гренадский голубь изображен на серебряной монете Гренады номиналом 100 долларов эмитированной в 1988 году и серии почтовых марок 1995 года, посвященных всемирному фонду дикой природы. 